# Trichoglottis granulata
Trichoglottis granulata är en orkidéart som beskrevs av Henry Nicholas Ridley. Trichoglottis granulata ingår i släktet Trichoglottis och familjen orkidéer. Inga underarter finns listade i Catalogue of Life.